# Жанна де Монфор
Жанна де Монфор (фр. Jeanne de Montfort), также известная как Жанна Бретонская (фр. Jeanne de Bretagne; 1341, Бретань — 8 ноября 1402, Бэкингемшир, Англия) — дочь Жана, графа де Монфор-л’Амори, и Жанны де Дампьер, сестра герцога Бретонского Жана (IV) V.

## Биография
Родилась в 1341 году в Бретани. Скорее всего, это произошло в крепости Эннебон (Hennebont), так как с 1341 года резиденция «герцога» Монфора находилась именно там. Её родителями были Жанна де Дампьер, дочь графа Невера Людовика I Фландрского, и Жан де Монфор, провозгласивший себя во время войны за Бретонское наследство герцогом Бретонским.
О раннем детстве Жанны практически ничего неизвестно, лишь то, что в 1343 году герцогиня Жанна «Пламенная» вместе с детьми — Жаном и Жанной — отправилась в Англию просить помощи у короля Эдуарда III. Муж Жанны Фландрской перед этим попал во французский плен и сидел в Лувре (с 1341 года). Положение у самопровозглашённой герцогини было шатким, так что она была вынуждена отправиться в Англию. Там её заключили в Тикхилльскую крепость и признали сумасшедшей. Таким образом, её дети — Жан и Жанна — остались в Англии без родителей, и Эдуард, выказав тем самым поддержку своему вассалу Жану де Монфору, принял детей в свою семью, назвав себя лично опекуном сирот.
Жанна вышла замуж за Ральфа Бассета, 3-го лорда Бассета из Дрейтона, который умер в 1390 году.
В 1398 году Жанна, как вдова рыцаря Ордена Подвязки и сестра «брата короля» Жана V, герцога Бретонского и графа Ричмонда, по велению короля Ричарда ІІ Плантагенета должна была получить Ричмонд, замок и всё графство (огромные владения), однако это условие было проигнорировано или запрещено новым королём Англии, Генрихом IV Болинброком, который в 1399 году сверг с престола короля Ричарда ІІ.
Жанна упоминается как констебль замка Ричмонд (назначена 28 апреля 1398 года) вместе с двумя помощниками — Энтони Ритцем и Николасом Альдервичем. Жанна оставила завещание, написанное в Чеснуте 27 марта 1402 года. Она пожелала быть похороненной в аббатстве Лэвендон, около города Олни, что в Бэкингемшире. Она умерла 8 ноября 1402 года, имея во владении унаследованные от мужа земли: четверть Бэрроу-эпон-Сор, треть Рэгдейл и Виллоус, Рэдклифф-апон-Врэк и несколько других поместий.